# Gaigeria pachyscelis
Gaigeria pachyscelis ist eine Art der Hakenwürmer, die im Dünndarm bei Schafen, Ziegen und Antilopen parasitiert. Sie ist die einzige Art in der Gattung Gaigeria und kommt in Indien und Afrika vor. Gaigeria pachyscelis wurde zuerst in Indien nachgewiesen, ist dort aber relativ selten und hat keine besondere wirtschaftliche Bedeutung. Die Erstbeschreiber fanden den Parasiten auch bei einem Schaf in Belgisch-Kongo, hier scheint er häufig vorzukommen. Nachdem er zunächst nur als Parasit bei Hausschafen und -ziegen bekannt war, konnte Reinhold Johannes Ortlepp ihn 1937 erstmals auch bei einer nach Südafrika eingeführten Nilgauantilope nachweisen.

## Merkmale
Merkmale der Gattung sind, dass der Dorsallappen der Bursa copulatrix größer als die beiden Seitenlappen ist und die Bursarippen symmetrisch sind. Die Ovijektoren haben kurze Vorhöfe.
Gaigeria pachyscelis ist gräulich-weiß, Männchen sind 14 bis 17 mm lang und 0,5 bis 0,6 mm dick, Weibchen 17 bis 25 mm lang und 0,65 bis 0,75 mm dick. Das Vorderende ist rückenwärts gebogen, die große runde Mundkapsel weist an ihrer Öffnung zwei bauchseitige Schneideplatten auf. Der Dorsalkonus ist kurz und scharf. Die Spicula sind etwa 1,31 mm lang, schlank und ihre Spitzen sind umgebogen.

## Lebenszyklus
Die ovalen, braunen, dünnschaligen Eier haben eine gerade Seitenwand und gegenüberliegend eine bogenförmige Seitenwand. Sie sind 108–115 × 58–61 µm groß und enthalten bei der Ausscheidung mit dem Kot bereits eine Morula mit 16 bis 32 Blastomeren. Unter günstigen Bedingungen (Temperaturen über 26 °C) entwickelt sich innerhalb von 24 Stunden die Larve 1, nach 30 bis 48 Stunden schlüpft sie. Zu diesem Zeitpunkt ist sie 0,237 bis 0,262 mm lang und beweglich. Sie nimmt Nahrung auf und wächst schnell in Länge (bis auf 0,464 mm) und Dicke und häutet sich nach 24 Stunden zur Larve 2. Diese nimmt ebenfalls Nahrung auf und wächst innerhalb von 3 bis 4 Tagen auf eine Länge von 0,66 mm. Sie entwickelt sich zur Larve 3, welche innerhalb der Hülle der Larve 2 verbleibt. Diese dient als Schutz und wird wie bei vielen Strongyliden erst nach Aufnahme durch den Wirt verlassen. Dennoch sind sie relativ empfindlich gegenüber Austrocknung. Die Larve 3 ist 0,58 bis 0,67 mm lang und 22 bis 24 µm dick. Die Ansteckung des Wirts erfolgt perkutan, die Larve dringt also durch die intakte Haut ein. Über das Blutgefäßsystem gelangen die Larven innerhalb von 4 bis 13 Tagen in die Lunge. Eine Woche nach der Infektion häutet sich die Larve 3 zur Larve 4, letztere gelangt über Atemwege, Rachen, Speiseröhre und Magen ab Tag 13 nach der Infektion in den Dünndarm. Hier saugen sie sich an die Darmzotten des Zwölffingerdarms an und saugen Blut. Ab dem 18. Tag nach der Infektion beginnt die Geschlechtsdifferenzierung. Während der 5. Woche nach der Infektion entwickelt sich das letzte Larvenstadium. Erst hier formen sich die für die Adulten typische große Mundkapsel und die Bursa copulatrix. In der 7. bis 8. Woche verlässt die Larve die Kutikula, außer den Spicula sind nun bereits alle Geschlechtsorgane ausgeformt. Letztere entstehen etwa eine Woche später und etwa 10 Wochen nach der Infektion ist die Reifung zu den Adulten abgeschlossen.